# Bez slitování
Bez slitování je šestým románem Leeho Childa ze série knih s Jackem Reacherem v hlavní roli. V roce 2002 ji vydalo nakladatelství Putman. Používá vyprávění ve třetí osobě.

## Děj knihy
Jack Reacher dorazí stopem z Kalifornie až do Atlantic City v New Jersey. Tam jej zkontaktuje Mary Ellen Froelichová, krásná agentka tajné služby, které se podařilo vystopovat jej, a má na něj neobvyklou prosbu. Někdo pravidelně posílá výhružné dopisy nově zvolenému více prezidentovi Spojených států a ona po Reacherovi chce, aby jí popsal způsoby, kterými by se jej on pokusil zabít. Poté by proti těmto způsobům mohla zavést příslušná opatření a tím zajistit vyšší bezpečnost zvoleného více prezidenta. Reacher tuto výzvu přijme a na pomoc si k sobě přibere svou bývalou kolegyni z armády Frances Neagleyovou. Společně se pokusí podezřelé najít dříve, než atentát provedou. Reacher prožije s Froelichovou krátký intimní vztah, ale brzy zjistí, že Froelichová je stále zamilovaná do jeho zesnulého bratra Joea. Poté, co Froelichová schytá kulku určenou jejímu chráněnci, přísahá Reacher, že se neznámým pachatelům pomstí.

## Hlavní postavy
- Jack Reacher: Hlavní hrdina, bratr bývalého přítele Froelichové.
- M. E. Froelichová: Agentka tajné služby, která má na starost ochranu nově zvoleného více prezidenta Spojených států Brooka Armstronga.
- Frances Neagley: Jackova spolupracovnice, v současné době soukromá vyšetřovatelka; byla členem Jackovy dřívější armádní jednotky - 110. roty vojenské policie.
- Brook Armstrong: Nově zvolený více prezident Spojených států amerických.
- Stuyvesant: Nadřízený agentky Froehlichové v tajné službě Spojených států.
- Bannon: Zvláštní agent FBI, jenž má na starost vyšetření hrozeb vůči nově zvolenému více prezidentovi.